# Къшоктън (окръг, Охайо)
Окръг Къшоктън (на английски: Coshocton County) е окръг в щата Охайо, Съединени американски щати. Площта му е 1471 km², а населението - 36 655 души (2000). Административен център е град Къшоктън.